# Robert Vigier
Pour les articles homonymes, voir Vigier.
Ne doit pas être confondu avec Robert Viger.
Pas d'image ? Cliquez ici

a Compétitions nationales et continentales officielles uniquement.

b Matchs officiels uniquement.
 Robert Vigier, né le 5 décembre 1926 à Lanobre dans le Cantal et décédé le 1er septembre 1986 à Clermont-Ferrand, est un joueur français de rugby à XV, qui a joué avec l'équipe de France et l'AS Montferrand au poste de talonneur, troisième ligne, pilier, demi de mêlée et centre (1,75 m pour 92 kg).

## Biographie
Robert Vigier est professeur d'éducation physique et sportive et également chauffeur chez Michelin durant sa vie. Avant d'être recruté par Michelin, il a été employé au barrage de Bort-les-Orgues. Il tient notamment un bar, avec sa femme, à Clermont-Ferrand, dont l'enseigne se nomme « Popeye » qui est également son surnom.
Il est un passionné de pêche.
Il décède en 1986, à l'âge de 59 ans, emporté par la maladie.

### Carrière de joueur

#### En club
Au début de sa carrière, il évolue chez les juniors et avec l'équipe deux de l'AS Montferrand, mais fait quelques apparitions avec l'équipe sénior. Il est notamment champion de France avec l'équipe deux.
Durant sa carrière de joueur, qu'il a notamment effectué entièrement à l'AS Montferrand de 1942 à 1960, il a évolué à plusieurs postes. De sa première saison à la saison 1945-1946 il joue essentiellement au poste de centre. Par la suite, il alterne entre troisième ligne et demi de mêlée principalement jusqu'en 1949. En fin de saison 1949-1950, il est testé au poste de pilier droit puis gauche, il joue souvent à ce poste jusqu'au début de la saison 1952-1953, c'est lors de cette saison qu'il découvre une nouvelle position : talonneur. Pour la suite de sa carrière, il évolue le plus souvent devant et quelquefois en demi de mêlée. 
À la suite d'un problème cardiaque important, il met fin à sa carrière de joueur en 1960.

#### En équipe nationale
Robert Vigier dispute son premier match international le 14 janvier 1956 contre l'équipe d'Écosse, et le dernier contre l'équipe d'Irlande le 18 avril 1959.
C'est au poste de talonneur qu'il dispute l'essentiel de ses rencontres avec le XV de France.
Avec la France, il remporte le Tournoi des Cinq Nations 1959. C'est notamment la première victoire non-partagée du XV de France dans le Tournoi.
Il fait notamment partie de l'équipe de France qui a vaincu les Springboks pour la première fois en Afrique du Sud, le 16 août 1958.

### Carrière d'entraîneur
Après le départ d'André Francquenelle, Robert Vigier reprend les rênes de l'équipe de l'AS Montferrand à partir de la saison 1957-1958, tout en continuant à jouer jusqu'en 1960. Il fait notamment une pause à partir de 1964 avant de revenir en 1967. Lors de la saison 1969-1970, il mène son équipe en finale du championnat de France, mais ils s'inclinent 3-0 contre La Voulte. Il quitte son poste d'entraîneur à la fin de saison 1970-1971.

## Palmarès

### Joueur

#### En club
- Finaliste du Challenge Yves du Manoir en 1957

#### En équipe nationale
- Sélections en équipe nationale : 24
- Sélections par année : 5 en 1956, 7 en 1957, 8 en 1958, 5 en 1959
- Tournois des Cinq Nations disputés : 1956, 1957, 1958, 1959
- Vainqueur du Tournoi 1959

### Entraîneur
- Finaliste du Championnat de France en 1970

### Personnel
- Médaillé d'or de l'AS Montferrand en 1972